# أوملوب فان هيت هاجيلاند 2020
أوملوب فان هيت هاجيلاند 2020 (بالفرنسية: Omloop van het Hageland 2020)‏ هو سباق دراجات هوائية، وهو الموسم رقم 16 من السباق، وأقيم في 1 مارس 2020، وامتدّ لمسافة 130 كيلومتر، وهو أحد سباقات كأس لوتو لركوب الدراجات للنساء  2020 ‏، وقد شارك في السباق  165 متسابقاً ووصل إلى نهايته  103 متسابقاً.
فاز فيه بالمركز الأول  لورينا ويبيس، وبالمركز الثاني  مارتا باستيانيلي، وبالمركز الثالث  إيما نورسجارد يورجنسن.

## الفرق
| فرق سيدات عالمية (5)- يو أي أيه تيم ‏ - FDJ–Suez ‏ - Liv AlUla Jayco ‏ - موفيستار للسيدات ‏ - Lidl–Trek (women's team) ‏ فرق دراجات قارية سيدات (14)- Andy Schleck–CP NVST–Immo Losch ‏ - GT Krush Rebellease Pro Cycling ‏ - Équipe Paule Ka ‏ - بنجوال شوفالمير ‏ - Ciclotel ‏ - دولتشيني فان إيك سبورت 2020 ‏ - هايتك بوردكتس 2020 ‏ - لوتو سودال للسيدات 2020 ‏ - لفيف للسيدات 2020 ‏ - أوتوجلاس ويترين ‏ - باركهوتل فالكنبورغ 2020 ‏ - إن إكس تي جي ريسينغ 2020 ‏ - EF Education–Tibco–SVB ‏ - فالكار ترافل آند سيرفس 2020 ‏ فرق دراجات هواة سيدات (5)- روبل كليننينج ‏ - Isorex‏ - Keukens Redant ‏ - S-bikes Bodhi‏ - Waasland Security Wase Zon CT‏ فريق نادي الدراجات- دبليو سي سي تيم 2020 ‏ |  |
| |  |

## التصنيف العام النهائي
| \| التصنيف العام \| التصنيف العام \| التصنيف العام \| التصنيف العام \| التصنيف العام \| \| المتسابقة \| المتسابقة \| الفريق \| الوقت \| \| \| ------------- \| ---------------------------------- \| ------------------------------------- \| ------------- \| ------------- \| \| 1 \| لورينا ويبيس \| باركهوتل فالكنبورغ [الإنجليزية]‏ \| 3 س 30 د 05 ث \| \| \| 2 \| مارتا باستيانيلي \| يو أي أيه تيم [الإنجليزية]‏ \| + 0 ث \| \| \| 3 \| Emma Norsgaard \| Équipe Paule Ka [الإنجليزية]‏ \| + 0 ث \| \| \| 4 \| إميليا فهلين \| FDJ–Suez [الإنجليزية]‏ \| + 0 ث \| \| \| 5 \| Teniel Campbell [الإنجليزية]‏ \| فالكار سيلانس [الإنجليزية]‏ \| + 0 ث \| \| \| 6 \| Charlotte Kool [الإنجليزية]‏ \| إن إكس تي جي ريسينغ [الإنجليزية]‏ \| + 0 ث \| \| \| 7 \| Lotta Henttala \| Lidl–Trek (women's team) [الإنجليزية]‏ \| + 0 ث \| \| \| 8 \| Arianna Fidanza [الإنجليزية]‏ \| لوتو بيليسول للسيدات [الإنجليزية]‏ \| + 0 ث \| \| \| 9 \| Ilaria Sanguineti [الإنجليزية]‏ \| فالكار سيلانس [الإنجليزية]‏ \| + 0 ث \| \| \| 10 \| Jelena Erić (cyclist) [الإنجليزية]‏ \| موفيستار للسيدات [الإنجليزية]‏ \| + 0 ث \| \| |                        |                           |               |  |
| |                        |                           |               |  |
| مصدر: Cycling Quotient |                        |                           |               |  |
| التصنيف العام |                        |                           |               |  |
| المتسابقة | المتسابقة              | الفريق                    | الوقت         |  |
| 1 | لورينا ويبيس           | باركهوتل فالكنبورغ ‏       | 3 س 30 د 05 ث |  |
| 2 | مارتا باستيانيلي       | يو أي أيه تيم ‏            | + 0 ث         |  |
| 3 | Emma Norsgaard         | Équipe Paule Ka ‏          | + 0 ث         |  |
| 4 | إميليا فهلين           | FDJ–Suez ‏                 | + 0 ث         |  |
| 5 | Teniel Campbell ‏       | فالكار سيلانس ‏            | + 0 ث         |  |
| 6 | Charlotte Kool ‏        | إن إكس تي جي ريسينغ ‏      | + 0 ث         |  |
| 7 | Lotta Henttala         | Lidl–Trek (women's team) ‏ | + 0 ث         |  |
| 8 | Arianna Fidanza ‏       | لوتو بيليسول للسيدات ‏     | + 0 ث         |  |
| 9 | Ilaria Sanguineti ‏     | فالكار سيلانس ‏            | + 0 ث         |  |
| 10 | Jelena Erić (cyclist) ‏ | موفيستار للسيدات ‏         | + 0 ث         |  |

## المشاركون
| يو أي أيه تيم ‏ ALE | يو أي أيه تيم ‏ ALE      | يو أي أيه تيم ‏ ALE |
| ------------------ | ----------------------- | ------------------ |
| م                  | عداء                    | مرتبة              |
| 1                  | مارتا باستيانيلي (طريق) | 2                  |
| 2                  | يوجينة بوجاك (طريق)     | 15                 |
| 3                  | Eri Yonamine ‏ (طريق)    | 29                 |
| 4                  | Anastasia Chursina      | 26                 |
| 5                  | Maaike Boogaard ‏        | 94                 |
| 7                  | Anna Trevisi ‏           | لم يكمل السباق     |

| FDJ–Suez ‏ FDJ | FDJ–Suez ‏ FDJ      | FDJ–Suez ‏ FDJ  |
| ------------- | ------------------ | -------------- |
| م             | عداء               | مرتبة          |
| 11            | لورين كيتشن        | لم يكمل السباق |
| 12            | إميليا فهلين       | 4              |
| 13            | برودي شابمان       | لم يكمل السباق |
| 14            | Maëlle Grossetête ‏ | 65             |
| 15            | أوجيني دوفال       | 14             |
| 16            | Évita Muzic ‏       | 67             |
| 17            | جادي فيل (طريق)    | 52             |

| Liv AlUla Jayco ‏ MTS | Liv AlUla Jayco ‏ MTS | Liv AlUla Jayco ‏ MTS |
| -------------------- | -------------------- | -------------------- |
| م                    | عداء                 | مرتبة                |
| 21                   | غراسي إلفن           | 85                   |
| 22                   | يانيكي إنسينغ        | 28                   |
| 24                   | لوسي كينيدي          | 35                   |
| 25                   | غريس براون           | 32                   |
| 26                   | جيسيكا روبرتس        | 84                   |
| 27                   | سارة روي             | 16                   |

| موفيستار للسيدات ‏ MOV | موفيستار للسيدات ‏ MOV         | موفيستار للسيدات ‏ MOV |
| --------------------- | ----------------------------- | --------------------- |
| م                     | عداء                          | مرتبة                 |
| 31                    | أود بيانيك                    | 50                    |
| 32                    | أليسيا غونزاليس بلانكو        | 55                    |
| 33                    | شيلا جوتيريز                  | 70                    |
| 34                    | غلوريا رودريغيز               | لم يكمل السباق        |
| 35                    | Jelena Erić (cyclist) ‏ (طريق) | 10                    |
| 36                    | Alba Teruel Ribes ‏            | 61                    |
| 37                    | باربرا جوارشي                 | 54                    |

| Lidl–Trek (women's team) ‏ TFS | Lidl–Trek (women's team) ‏ TFS | Lidl–Trek (women's team) ‏ TFS |
| ----------------------------- | ----------------------------- | ----------------------------- |
| م                             | عداء                          | مرتبة                         |
| 41                            | Elynor Bäckstedt ‏             | 96                            |
| 42                            | لوسيندا براند                 | 24                            |
| 43                            | Lotta Henttala                | 7                             |
| 44                            | Ellen van Dijk                | 31                            |
| 45                            | تايلر وايلز                   | 37                            |
| 46                            | تريكسي ووراك                  | 68                            |
| 47                            | Audrey Cordon-Ragot           | 51                            |

| بنجوال شوفالمير ‏ CCT | بنجوال شوفالمير ‏ CCT | بنجوال شوفالمير ‏ CCT |
| -------------------- | -------------------- | -------------------- |
| م                    | عداء                 | مرتبة                |
| 51                   | كيلي فان دن ستين     | 49                   |
| 52                   | روسيلا راتو          | 69                   |
| 53                   | Rozanne Slik ‏        | 87                   |
| 54                   | ناتالي فان غوخ       | 25                   |
| 55                   | روكسان فورنييه       | 12                   |
| 56                   | Demmy Druyts ‏        | لم يكمل السباق       |

| بدون فريق ___ | بدون فريق ___ | بدون فريق ___  |
| ------------- | ------------- | -------------- |
| م             | عداء          | مرتبة          |
| 61            | كيلي ماركوس   | لم يكمل السباق |

| دولتشيني فان إيك بروكسيموس ‏ DVE | دولتشيني فان إيك بروكسيموس ‏ DVE | دولتشيني فان إيك بروكسيموس ‏ DVE |
| ------------------------------- | ------------------------------- | ------------------------------- |
| م                               | عداء                            | مرتبة                           |
| 62                              | Nicole Steigenga ‏               | 11                              |
| 63                              | Dina Scavone‏                    | لم يكمل السباق                  |
| 64                              | Marieke de Groot ‏               | 41                              |
| 65                              | Zsófia Szabó ‏ (طريق)            | لم يكمل السباق                  |
| 66                              | Jade Lenaers‏                    | لم يكمل السباق                  |
| 67                              | Minke Bakker‏                    | لم يكمل السباق                  |

| لوتو بيليسول للسيدات ‏ LSL | لوتو بيليسول للسيدات ‏ LSL | لوتو بيليسول للسيدات ‏ LSL |
| ------------------------- | ------------------------- | ------------------------- |
| م                         | عداء                      | مرتبة                     |
| 71                        | Annelies Dom ‏             | 17                        |
| 73                        | Teuntje Beekhuis ‏         | 13                        |
| 74                        | Abby-Mae Parkinson ‏       | 20                        |
| 75                        | Arianna Fidanza ‏          | 8                         |
| 76                        | Lone Meertens ‏            | 30                        |
| 77                        | Dani Christmas ‏           | 64                        |

| أوتوجلاس ويترين ‏ MUL | أوتوجلاس ويترين ‏ MUL       | أوتوجلاس ويترين ‏ MUL |
| -------------------- | -------------------------- | -------------------- |
| م                    | عداء                       | مرتبة                |
| 81                   | Amber Aernouts‏             | 63                   |
| 82                   | Aurore Verhoeven ‏          | لم يكمل السباق       |
| 83                   | Désirée Ehrler ‏            | لم يكمل السباق       |
| 84                   | Hanna Johansson (cyclist) ‏ | لم يكمل السباق       |
| 85                   | Anna Badegruber ‏           | لم يكمل السباق       |
| 86                   | Céline van Houtum‏          | 81                   |
| 87                   | جيسي درويتس ‏               | لم يكمل السباق       |

| Ciclotel ‏ CTL | Ciclotel ‏ CTL      | Ciclotel ‏ CTL  |
| ------------- | ------------------ | -------------- |
| م             | عداء               | مرتبة          |
| 91            | Bryony van Velzen ‏ | لم يكمل السباق |
| 92            | دانييلا ريس (طريق) | 23             |
| 93            | Hayley Simmonds ‏   | 76             |
| 94            | Kim de Baat ‏       | 86             |
| 95            | كيرستي فان هافتن   | لم يكمل السباق |
| 96            | Sara Van de Vel ‏   | 102            |
| 97            | Maroesjka Matthee ‏ | 89             |

| GT Krush Rebellease Pro Cycling ‏ BPC | GT Krush Rebellease Pro Cycling ‏ BPC | GT Krush Rebellease Pro Cycling ‏ BPC |
| ------------------------------------ | ------------------------------------ | ------------------------------------ |
| م                                    | عداء                                 | مرتبة                                |
| 101                                  | Senna Feron ‏                         | 74                                   |
| 102                                  | Maike van der Duin ‏                  | 58                                   |
| 103                                  | Inez Beijer ‏                         | 39                                   |
| 104                                  | Melanie Klement ‏                     | لم يكمل السباق                       |
| 105                                  | Merel Hofman ‏                        | لم يكمل السباق                       |
| 106                                  | Quinty Ton ‏                          | 80                                   |
| 107                                  | Nienke Wasmus ‏                       | 101                                  |

| تيم كوب هايتك بوردكتس ‏ HPU | تيم كوب هايتك بوردكتس ‏ HPU | تيم كوب هايتك بوردكتس ‏ HPU |
| -------------------------- | -------------------------- | -------------------------- |
| م                          | عداء                       | مرتبة                      |
| 111                        | لوسي جارنر                 | 98                         |
| 112                        | Amalie Lutro ‏              | 93                         |
| 113                        | Greta Richioud ‏            | 47                         |
| 114                        | Ingrid Lorvik ‏ (طريق)      | لم يكمل السباق             |
| 115                        | Natalie Irene Midtsveen‏    | لم يكمل السباق             |
| 116                        | Vita Heine ‏                | 33                         |
| 117                        | Pernille Feldmann ‏         | لم يكمل السباق             |

| لفيف للسيدات ‏ LCW | لفيف للسيدات ‏ LCW    | لفيف للسيدات ‏ LCW |
| ----------------- | -------------------- | ----------------- |
| م                 | عداء                 | مرتبة             |
| 121               | Špela Kern ‏          | 21                |
| 122               | Ellen Feytens‏        | 97                |
| 123               | إستيفانيا بيلز       | 92                |
| 124               | Yuliia Biriukova ‏    |                   |
| 125               | Fiona Turnbull‏       | لم يكمل السباق    |
| 126               | Viktoria Yaroshenko ‏ | لم يكمل السباق    |
| 127               | Viktoriya Bondar ‏    | 75                |

| إن إكس تي جي ريسينغ ‏ NXG | إن إكس تي جي ريسينغ ‏ NXG | إن إكس تي جي ريسينغ ‏ NXG |
| ------------------------ | ------------------------ | ------------------------ |
| م                        | عداء                     | مرتبة                    |
| 131                      | Rozemarijn Ammerlaan ‏    | لم يكمل السباق           |
| 132                      | Julia Borgström ‏         | 44                       |
| 133                      | Charlotte Kool ‏          | 6                        |
| 134                      | Cathalijne Hoolwerf ‏     | لم يكمل السباق           |
| 135                      | Eva Jonkers‏              | لم يكمل السباق           |
| 136                      | Emily Wadsworth ‏         | لم يكمل السباق           |
| 137                      | Britt Knaven ‏            | لم يكمل السباق           |

| باركهوتل فالكنبورغ ‏ PHV | باركهوتل فالكنبورغ ‏ PHV | باركهوتل فالكنبورغ ‏ PHV |
| ----------------------- | ----------------------- | ----------------------- |
| م                       | عداء                    | مرتبة                   |
| 141                     | لورينا ويبيس (طريق)     | 1                       |
| 142                     | Sylvie Swinkels ‏        | لم يكمل السباق          |
| 143                     | رومي كاسبر              | 22                      |
| 144                     | Marit Raaijmakers ‏      | لم يكمل السباق          |
| 145                     | Amber van der Hulst ‏    | 59                      |
| 146                     | فيمكا ماركوس            | 100                     |
| 147                     | إستر فان فيين           | 82                      |

| EF Education–Tibco–SVB ‏ TIB | EF Education–Tibco–SVB ‏ TIB | EF Education–Tibco–SVB ‏ TIB |
| --------------------------- | --------------------------- | --------------------------- |
| م                           | عداء                        | مرتبة                       |
| 151                         | نينا كيسلر                  | 60                          |
| 152                         | Sarah Gigante ‏              | 46                          |
| 153                         | Jenelle Crooks ‏             | 34                          |
| 154                         | ليا ديكسون ‏                 | 45                          |
| 155                         | Diana Peñuela ‏              | 91                          |
| 156                         | Emily Newsom ‏               | 90                          |

| فالكار سيلانس ‏ VAL | فالكار سيلانس ‏ VAL     | فالكار سيلانس ‏ VAL |
| ------------------ | ---------------------- | ------------------ |
| م                  | عداء                   | مرتبة              |
| 161                | Silvia Magri ‏          | 62                 |
| 162                | Teniel Campbell ‏       | 5                  |
| 163                | Silvia Persico ‏        | 66                 |
| 164                | كيارا كونسوني          | 79                 |
| 165                | Ilaria Sanguineti ‏     | 9                  |
| 166                | Federica Piergiovanni ‏ | لم يكمل السباق     |
| 167                | إيلينا بيروني          | لم يكمل السباق     |

| دبليو سي سي تيم ‏ WCC | دبليو سي سي تيم ‏ WCC  | دبليو سي سي تيم ‏ WCC |
| -------------------- | --------------------- | -------------------- |
| م                    | عداء                  | مرتبة                |
| 171                  | Anastasiya Kolesava ‏  | 42                   |
| 172                  | Catalina Soto ‏        | لم يكمل السباق       |
| 173                  | Veronika Jandová ‏     | 88                   |
| 174                  | Magdeleine Vallieres ‏ | 38                   |
| 175                  | Eyeru Tesfoam Gebru ‏  | لم يكمل السباق       |
| 176                  | Roni Fishman‏          | لم يكمل السباق       |
| 177                  | Akvilė Gedraitytė ‏    | لم يكمل السباق       |

| Équipe Paule Ka ‏ BIG | Équipe Paule Ka ‏ BIG     | Équipe Paule Ka ‏ BIG |
| -------------------- | ------------------------ | -------------------- |
| م                    | عداء                     | مرتبة                |
| 181                  | Mikayla Harvey ‏          | 57                   |
| 182                  | Emma Norsgaard           | 3                    |
| 183                  | مارلين رويسر (طريق)      | 18                   |
| 184                  | Maria Vittoria Sperotto ‏ | 48                   |
| 185                  | كلارا كوبينبرج           | 40                   |
| 186                  | صوفي رايت                | 77                   |
| 187                  | Elizabeth Banks          | لم يكمل السباق       |

| Andy Schleck–CP NVST–Immo Losch ‏ ___ | Andy Schleck–CP NVST–Immo Losch ‏ ___ | Andy Schleck–CP NVST–Immo Losch ‏ ___ |
| ------------------------------------ | ------------------------------------ | ------------------------------------ |
| م                                    | عداء                                 | مرتبة                                |
| 191                                  | Mia Berg‏                             | لم يكمل السباق                       |
| 192                                  | Sarah Berkane‏                        | لم يكمل السباق                       |
| 193                                  | Fabienne Buri ‏                       | لم يكمل السباق                       |
| 195                                  | Hana Hermanovska‏                     | لم يكمل السباق                       |
| 196                                  | Mae Lang ‏                            | 71                                   |

| روبل كليننينج ‏ ___ | روبل كليننينج ‏ ___ | روبل كليننينج ‏ ___ |
| ------------------ | ------------------ | ------------------ |
| م                  | عداء               | مرتبة              |
| 201                | Nele Armée ‏        | لم يكمل السباق     |
| 202                | Isabella Stone‏     | لم يكمل السباق     |

| بدون فريق ___ | بدون فريق ___ | بدون فريق ___ |
| ------------- | ------------- | ------------- |
| م             | عداء          | مرتبة         |
| 203           | Gilke Croket ‏ | 56            |

| روبل كليننينج ‏ ___ | روبل كليننينج ‏ ___   | روبل كليننينج ‏ ___ |
| ------------------ | -------------------- | ------------------ |
| م                  | عداء                 | مرتبة              |
| 204                | Claire Faber ‏        | 27                 |
| 205                | Mia Griffin ‏         | لم يكمل السباق     |
| 206                | Ditte Lenseclaes‏     | 95                 |
| 207                | Mette Egtoft Jensen ‏ | لم يكمل السباق     |

| Isorex‏ ___ | Isorex‏ ___            | Isorex‏ ___     |
| ---------- | --------------------- | -------------- |
| م          | عداء                  | مرتبة          |
| 211        | Nicola Juniper ‏       | 36             |
| 212        | إيملي نيلسون          | 99             |
| 213        | Antonia Gröndahl ‏     | 78             |
| 214        | Liisa Ehrberg ‏ (طريق) | 72             |
| 215        | Kate Wightman‏         | لم يكمل السباق |
| 216        | Ellen Mcdermott‏       | لم يكمل السباق |
| 217        | Savannah Morgan‏       | لم يكمل السباق |

| Keukens Redant ‏ ___ | Keukens Redant ‏ ___    | Keukens Redant ‏ ___ |
| ------------------- | ---------------------- | ------------------- |
| م                   | عداء                   | مرتبة               |
| 221                 | مالين إريكسن ‏          | لم يكمل السباق      |
| 222                 | Rachel Jary‏            | لم يكمل السباق      |
| 223                 | Amber Lacompte‏         | لم يكمل السباق      |
| 224                 | Birgitte Ravndal‏       | 19                  |
| 225                 | Stine Marie Snortheim ‏ | لم يكمل السباق      |
| 226                 | Imogen Cotter ‏         | لم يكمل السباق      |
| 227                 | Katie van Geyte‏        | 73                  |

| S-bikes Bodhi‏ ___ | S-bikes Bodhi‏ ___      | S-bikes Bodhi‏ ___ |
| ----------------- | ---------------------- | ----------------- |
| م                 | عداء                   | مرتبة             |
| 231               | Laura Vainionpää ‏      | 43                |
| 232               | Saartje Vandenbroucke ‏ | لم يكمل السباق    |
| 233               | Leonie Vanderjeugt‏     | لم يكمل السباق    |
| 234               | Demi van Dijke‏         | 103               |
| 236               | Desiree Liegeois‏       | لم يكمل السباق    |

| Waasland Security Wase Zon‏ ___ | Waasland Security Wase Zon‏ ___ | Waasland Security Wase Zon‏ ___ |
| ------------------------------ | ------------------------------ | ------------------------------ |
| م                              | عداء                           | مرتبة                          |
| 241                            | Marijke de Smedt‏               | 53                             |
| 242                            | Caren Commissaris‏              | لم يكمل السباق                 |
| 244                            | Alice Andersson‏                | لم يكمل السباق                 |
| 245                            | Aranka Berends‏                 | لم يكمل السباق                 |
| 246                            | Ainsley Black‏                  | لم يكمل السباق                 |
| 247                            | Femke Geeris‏                   | 83                             |

| يو أي أيه تيم ‏ ALE | يو أي أيه تيم ‏ ALE      | يو أي أيه تيم ‏ ALE |
| ------------------ | ----------------------- | ------------------ |
| م                  | عداء                    | مرتبة              |
| 1                  | مارتا باستيانيلي (طريق) | 2                  |
| 2                  | يوجينة بوجاك (طريق)     | 15                 |
| 3                  | Eri Yonamine ‏ (طريق)    | 29                 |
| 4                  | Anastasia Chursina      | 26                 |
| 5                  | Maaike Boogaard ‏        | 94                 |
| 7                  | Anna Trevisi ‏           | لم يكمل السباق     |

| FDJ–Suez ‏ FDJ | FDJ–Suez ‏ FDJ      | FDJ–Suez ‏ FDJ  |
| ------------- | ------------------ | -------------- |
| م             | عداء               | مرتبة          |
| 11            | لورين كيتشن        | لم يكمل السباق |
| 12            | إميليا فهلين       | 4              |
| 13            | برودي شابمان       | لم يكمل السباق |
| 14            | Maëlle Grossetête ‏ | 65             |
| 15            | أوجيني دوفال       | 14             |
| 16            | Évita Muzic ‏       | 67             |
| 17            | جادي فيل (طريق)    | 52             |

| Liv AlUla Jayco ‏ MTS | Liv AlUla Jayco ‏ MTS | Liv AlUla Jayco ‏ MTS |
| -------------------- | -------------------- | -------------------- |
| م                    | عداء                 | مرتبة                |
| 21                   | غراسي إلفن           | 85                   |
| 22                   | يانيكي إنسينغ        | 28                   |
| 24                   | لوسي كينيدي          | 35                   |
| 25                   | غريس براون           | 32                   |
| 26                   | جيسيكا روبرتس        | 84                   |
| 27                   | سارة روي             | 16                   |

| موفيستار للسيدات ‏ MOV | موفيستار للسيدات ‏ MOV         | موفيستار للسيدات ‏ MOV |
| --------------------- | ----------------------------- | --------------------- |
| م                     | عداء                          | مرتبة                 |
| 31                    | أود بيانيك                    | 50                    |
| 32                    | أليسيا غونزاليس بلانكو        | 55                    |
| 33                    | شيلا جوتيريز                  | 70                    |
| 34                    | غلوريا رودريغيز               | لم يكمل السباق        |
| 35                    | Jelena Erić (cyclist) ‏ (طريق) | 10                    |
| 36                    | Alba Teruel Ribes ‏            | 61                    |
| 37                    | باربرا جوارشي                 | 54                    |

| Lidl–Trek (women's team) ‏ TFS | Lidl–Trek (women's team) ‏ TFS | Lidl–Trek (women's team) ‏ TFS |
| ----------------------------- | ----------------------------- | ----------------------------- |
| م                             | عداء                          | مرتبة                         |
| 41                            | Elynor Bäckstedt ‏             | 96                            |
| 42                            | لوسيندا براند                 | 24                            |
| 43                            | Lotta Henttala                | 7                             |
| 44                            | Ellen van Dijk                | 31                            |
| 45                            | تايلر وايلز                   | 37                            |
| 46                            | تريكسي ووراك                  | 68                            |
| 47                            | Audrey Cordon-Ragot           | 51                            |

| بنجوال شوفالمير ‏ CCT | بنجوال شوفالمير ‏ CCT | بنجوال شوفالمير ‏ CCT |
| -------------------- | -------------------- | -------------------- |
| م                    | عداء                 | مرتبة                |
| 51                   | كيلي فان دن ستين     | 49                   |
| 52                   | روسيلا راتو          | 69                   |
| 53                   | Rozanne Slik ‏        | 87                   |
| 54                   | ناتالي فان غوخ       | 25                   |
| 55                   | روكسان فورنييه       | 12                   |
| 56                   | Demmy Druyts ‏        | لم يكمل السباق       |

| بدون فريق ___ | بدون فريق ___ | بدون فريق ___  |
| ------------- | ------------- | -------------- |
| م             | عداء          | مرتبة          |
| 61            | كيلي ماركوس   | لم يكمل السباق |

| دولتشيني فان إيك بروكسيموس ‏ DVE | دولتشيني فان إيك بروكسيموس ‏ DVE | دولتشيني فان إيك بروكسيموس ‏ DVE |
| ------------------------------- | ------------------------------- | ------------------------------- |
| م                               | عداء                            | مرتبة                           |
| 62                              | Nicole Steigenga ‏               | 11                              |
| 63                              | Dina Scavone‏                    | لم يكمل السباق                  |
| 64                              | Marieke de Groot ‏               | 41                              |
| 65                              | Zsófia Szabó ‏ (طريق)            | لم يكمل السباق                  |
| 66                              | Jade Lenaers‏                    | لم يكمل السباق                  |
| 67                              | Minke Bakker‏                    | لم يكمل السباق                  |

| لوتو بيليسول للسيدات ‏ LSL | لوتو بيليسول للسيدات ‏ LSL | لوتو بيليسول للسيدات ‏ LSL |
| ------------------------- | ------------------------- | ------------------------- |
| م                         | عداء                      | مرتبة                     |
| 71                        | Annelies Dom ‏             | 17                        |
| 73                        | Teuntje Beekhuis ‏         | 13                        |
| 74                        | Abby-Mae Parkinson ‏       | 20                        |
| 75                        | Arianna Fidanza ‏          | 8                         |
| 76                        | Lone Meertens ‏            | 30                        |
| 77                        | Dani Christmas ‏           | 64                        |

| أوتوجلاس ويترين ‏ MUL | أوتوجلاس ويترين ‏ MUL       | أوتوجلاس ويترين ‏ MUL |
| -------------------- | -------------------------- | -------------------- |
| م                    | عداء                       | مرتبة                |
| 81                   | Amber Aernouts‏             | 63                   |
| 82                   | Aurore Verhoeven ‏          | لم يكمل السباق       |
| 83                   | Désirée Ehrler ‏            | لم يكمل السباق       |
| 84                   | Hanna Johansson (cyclist) ‏ | لم يكمل السباق       |
| 85                   | Anna Badegruber ‏           | لم يكمل السباق       |
| 86                   | Céline van Houtum‏          | 81                   |
| 87                   | جيسي درويتس ‏               | لم يكمل السباق       |

| Ciclotel ‏ CTL | Ciclotel ‏ CTL      | Ciclotel ‏ CTL  |
| ------------- | ------------------ | -------------- |
| م             | عداء               | مرتبة          |
| 91            | Bryony van Velzen ‏ | لم يكمل السباق |
| 92            | دانييلا ريس (طريق) | 23             |
| 93            | Hayley Simmonds ‏   | 76             |
| 94            | Kim de Baat ‏       | 86             |
| 95            | كيرستي فان هافتن   | لم يكمل السباق |
| 96            | Sara Van de Vel ‏   | 102            |
| 97            | Maroesjka Matthee ‏ | 89             |

| GT Krush Rebellease Pro Cycling ‏ BPC | GT Krush Rebellease Pro Cycling ‏ BPC | GT Krush Rebellease Pro Cycling ‏ BPC |
| ------------------------------------ | ------------------------------------ | ------------------------------------ |
| م                                    | عداء                                 | مرتبة                                |
| 101                                  | Senna Feron ‏                         | 74                                   |
| 102                                  | Maike van der Duin ‏                  | 58                                   |
| 103                                  | Inez Beijer ‏                         | 39                                   |
| 104                                  | Melanie Klement ‏                     | لم يكمل السباق                       |
| 105                                  | Merel Hofman ‏                        | لم يكمل السباق                       |
| 106                                  | Quinty Ton ‏                          | 80                                   |
| 107                                  | Nienke Wasmus ‏                       | 101                                  |

| تيم كوب هايتك بوردكتس ‏ HPU | تيم كوب هايتك بوردكتس ‏ HPU | تيم كوب هايتك بوردكتس ‏ HPU |
| -------------------------- | -------------------------- | -------------------------- |
| م                          | عداء                       | مرتبة                      |
| 111                        | لوسي جارنر                 | 98                         |
| 112                        | Amalie Lutro ‏              | 93                         |
| 113                        | Greta Richioud ‏            | 47                         |
| 114                        | Ingrid Lorvik ‏ (طريق)      | لم يكمل السباق             |
| 115                        | Natalie Irene Midtsveen‏    | لم يكمل السباق             |
| 116                        | Vita Heine ‏                | 33                         |
| 117                        | Pernille Feldmann ‏         | لم يكمل السباق             |

| لفيف للسيدات ‏ LCW | لفيف للسيدات ‏ LCW    | لفيف للسيدات ‏ LCW |
| ----------------- | -------------------- | ----------------- |
| م                 | عداء                 | مرتبة             |
| 121               | Špela Kern ‏          | 21                |
| 122               | Ellen Feytens‏        | 97                |
| 123               | إستيفانيا بيلز       | 92                |
| 124               | Yuliia Biriukova ‏    |                   |
| 125               | Fiona Turnbull‏       | لم يكمل السباق    |
| 126               | Viktoria Yaroshenko ‏ | لم يكمل السباق    |
| 127               | Viktoriya Bondar ‏    | 75                |

| إن إكس تي جي ريسينغ ‏ NXG | إن إكس تي جي ريسينغ ‏ NXG | إن إكس تي جي ريسينغ ‏ NXG |
| ------------------------ | ------------------------ | ------------------------ |
| م                        | عداء                     | مرتبة                    |
| 131                      | Rozemarijn Ammerlaan ‏    | لم يكمل السباق           |
| 132                      | Julia Borgström ‏         | 44                       |
| 133                      | Charlotte Kool ‏          | 6                        |
| 134                      | Cathalijne Hoolwerf ‏     | لم يكمل السباق           |
| 135                      | Eva Jonkers‏              | لم يكمل السباق           |
| 136                      | Emily Wadsworth ‏         | لم يكمل السباق           |
| 137                      | Britt Knaven ‏            | لم يكمل السباق           |

| باركهوتل فالكنبورغ ‏ PHV | باركهوتل فالكنبورغ ‏ PHV | باركهوتل فالكنبورغ ‏ PHV |
| ----------------------- | ----------------------- | ----------------------- |
| م                       | عداء                    | مرتبة                   |
| 141                     | لورينا ويبيس (طريق)     | 1                       |
| 142                     | Sylvie Swinkels ‏        | لم يكمل السباق          |
| 143                     | رومي كاسبر              | 22                      |
| 144                     | Marit Raaijmakers ‏      | لم يكمل السباق          |
| 145                     | Amber van der Hulst ‏    | 59                      |
| 146                     | فيمكا ماركوس            | 100                     |
| 147                     | إستر فان فيين           | 82                      |

| EF Education–Tibco–SVB ‏ TIB | EF Education–Tibco–SVB ‏ TIB | EF Education–Tibco–SVB ‏ TIB |
| --------------------------- | --------------------------- | --------------------------- |
| م                           | عداء                        | مرتبة                       |
| 151                         | نينا كيسلر                  | 60                          |
| 152                         | Sarah Gigante ‏              | 46                          |
| 153                         | Jenelle Crooks ‏             | 34                          |
| 154                         | ليا ديكسون ‏                 | 45                          |
| 155                         | Diana Peñuela ‏              | 91                          |
| 156                         | Emily Newsom ‏               | 90                          |

| فالكار سيلانس ‏ VAL | فالكار سيلانس ‏ VAL     | فالكار سيلانس ‏ VAL |
| ------------------ | ---------------------- | ------------------ |
| م                  | عداء                   | مرتبة              |
| 161                | Silvia Magri ‏          | 62                 |
| 162                | Teniel Campbell ‏       | 5                  |
| 163                | Silvia Persico ‏        | 66                 |
| 164                | كيارا كونسوني          | 79                 |
| 165                | Ilaria Sanguineti ‏     | 9                  |
| 166                | Federica Piergiovanni ‏ | لم يكمل السباق     |
| 167                | إيلينا بيروني          | لم يكمل السباق     |

| دبليو سي سي تيم ‏ WCC | دبليو سي سي تيم ‏ WCC  | دبليو سي سي تيم ‏ WCC |
| -------------------- | --------------------- | -------------------- |
| م                    | عداء                  | مرتبة                |
| 171                  | Anastasiya Kolesava ‏  | 42                   |
| 172                  | Catalina Soto ‏        | لم يكمل السباق       |
| 173                  | Veronika Jandová ‏     | 88                   |
| 174                  | Magdeleine Vallieres ‏ | 38                   |
| 175                  | Eyeru Tesfoam Gebru ‏  | لم يكمل السباق       |
| 176                  | Roni Fishman‏          | لم يكمل السباق       |
| 177                  | Akvilė Gedraitytė ‏    | لم يكمل السباق       |

| Équipe Paule Ka ‏ BIG | Équipe Paule Ka ‏ BIG     | Équipe Paule Ka ‏ BIG |
| -------------------- | ------------------------ | -------------------- |
| م                    | عداء                     | مرتبة                |
| 181                  | Mikayla Harvey ‏          | 57                   |
| 182                  | Emma Norsgaard           | 3                    |
| 183                  | مارلين رويسر (طريق)      | 18                   |
| 184                  | Maria Vittoria Sperotto ‏ | 48                   |
| 185                  | كلارا كوبينبرج           | 40                   |
| 186                  | صوفي رايت                | 77                   |
| 187                  | Elizabeth Banks          | لم يكمل السباق       |

| Andy Schleck–CP NVST–Immo Losch ‏ ___ | Andy Schleck–CP NVST–Immo Losch ‏ ___ | Andy Schleck–CP NVST–Immo Losch ‏ ___ |
| ------------------------------------ | ------------------------------------ | ------------------------------------ |
| م                                    | عداء                                 | مرتبة                                |
| 191                                  | Mia Berg‏                             | لم يكمل السباق                       |
| 192                                  | Sarah Berkane‏                        | لم يكمل السباق                       |
| 193                                  | Fabienne Buri ‏                       | لم يكمل السباق                       |
| 195                                  | Hana Hermanovska‏                     | لم يكمل السباق                       |
| 196                                  | Mae Lang ‏                            | 71                                   |

| روبل كليننينج ‏ ___ | روبل كليننينج ‏ ___ | روبل كليننينج ‏ ___ |
| ------------------ | ------------------ | ------------------ |
| م                  | عداء               | مرتبة              |
| 201                | Nele Armée ‏        | لم يكمل السباق     |
| 202                | Isabella Stone‏     | لم يكمل السباق     |

| بدون فريق ___ | بدون فريق ___ | بدون فريق ___ |
| ------------- | ------------- | ------------- |
| م             | عداء          | مرتبة         |
| 203           | Gilke Croket ‏ | 56            |

| روبل كليننينج ‏ ___ | روبل كليننينج ‏ ___   | روبل كليننينج ‏ ___ |
| ------------------ | -------------------- | ------------------ |
| م                  | عداء                 | مرتبة              |
| 204                | Claire Faber ‏        | 27                 |
| 205                | Mia Griffin ‏         | لم يكمل السباق     |
| 206                | Ditte Lenseclaes‏     | 95                 |
| 207                | Mette Egtoft Jensen ‏ | لم يكمل السباق     |

| Isorex‏ ___ | Isorex‏ ___            | Isorex‏ ___     |
| ---------- | --------------------- | -------------- |
| م          | عداء                  | مرتبة          |
| 211        | Nicola Juniper ‏       | 36             |
| 212        | إيملي نيلسون          | 99             |
| 213        | Antonia Gröndahl ‏     | 78             |
| 214        | Liisa Ehrberg ‏ (طريق) | 72             |
| 215        | Kate Wightman‏         | لم يكمل السباق |
| 216        | Ellen Mcdermott‏       | لم يكمل السباق |
| 217        | Savannah Morgan‏       | لم يكمل السباق |

| Keukens Redant ‏ ___ | Keukens Redant ‏ ___    | Keukens Redant ‏ ___ |
| ------------------- | ---------------------- | ------------------- |
| م                   | عداء                   | مرتبة               |
| 221                 | مالين إريكسن ‏          | لم يكمل السباق      |
| 222                 | Rachel Jary‏            | لم يكمل السباق      |
| 223                 | Amber Lacompte‏         | لم يكمل السباق      |
| 224                 | Birgitte Ravndal‏       | 19                  |
| 225                 | Stine Marie Snortheim ‏ | لم يكمل السباق      |
| 226                 | Imogen Cotter ‏         | لم يكمل السباق      |
| 227                 | Katie van Geyte‏        | 73                  |

| S-bikes Bodhi‏ ___ | S-bikes Bodhi‏ ___      | S-bikes Bodhi‏ ___ |
| ----------------- | ---------------------- | ----------------- |
| م                 | عداء                   | مرتبة             |
| 231               | Laura Vainionpää ‏      | 43                |
| 232               | Saartje Vandenbroucke ‏ | لم يكمل السباق    |
| 233               | Leonie Vanderjeugt‏     | لم يكمل السباق    |
| 234               | Demi van Dijke‏         | 103               |
| 236               | Desiree Liegeois‏       | لم يكمل السباق    |

| Waasland Security Wase Zon‏ ___ | Waasland Security Wase Zon‏ ___ | Waasland Security Wase Zon‏ ___ |
| ------------------------------ | ------------------------------ | ------------------------------ |
| م                              | عداء                           | مرتبة                          |
| 241                            | Marijke de Smedt‏               | 53                             |
| 242                            | Caren Commissaris‏              | لم يكمل السباق                 |
| 244                            | Alice Andersson‏                | لم يكمل السباق                 |
| 245                            | Aranka Berends‏                 | لم يكمل السباق                 |
| 246                            | Ainsley Black‏                  | لم يكمل السباق                 |
| 247                            | Femke Geeris‏                   | 83                             |